# 卡洛斯·富恩特斯
卡洛斯·富恩特斯·马西亚斯（西班牙語：Carlos Fuentes Macías，1928年11月11日—2012年5月15日），墨西哥文学家、评论家和外交官，与加西亚·马尔克斯、马里奥·巴尔加斯·略萨、胡里奥·科塔萨尔并称为“拉美文学爆炸四主将”。
1928年11月11日，富恩特斯出生于巴拿马城，自幼便随外交官父亲在美国、智利、巴西等国的首都辗转居住，之后回到墨西哥攻读法学。大学毕业后，富恩特斯进入外交部门，并在1975年担任墨西哥驻法国大使。在工作之余，富恩特斯也会进行文学创作。早在1954年，他便发表短篇小说集《戴假面具的日子》；4年后，他发表成名作《最明净的地区》，这部长篇小说描绘了20世纪初中期墨西哥城内各阶层的社会生活，讽刺了每况愈下的社会风气，被认为是20世纪墨西哥最具代表性的文学作品之一。1962年，富恩特斯的代表作《阿尔特米奥·克鲁斯之死》出版，该书通过虚构的报业大亨回忆，刻画了墨西哥变幻的政治形势。
富恩特斯的作品以批判社会现实而著称，曾获得加列戈斯小说奖（1977年）、塞万提斯文学奖（1987年）、阿斯图里亚斯亲王文学奖（1994年）等西语世界的重要文学奖项，并于199年获得墨西哥的最高荣誉贝利萨里奥·多明格斯奖。他的的作品深刻地影响了20世纪的拉美文学，在富恩特斯于2012年逝世后，他被誉为“西班牙语世界最受尊敬的作家”、“墨西哥最著名的小说家”。

## 生平
1928年11月11日，富恩特斯出生于巴拿马，父亲是一名墨西哥外交官，童年时期随家人在多个国家生活。16岁时回到墨西哥。1950年，他毕业于墨西哥国立自治大学法律系，后赴日内瓦高级国际关系学院留学深造。他曾与人共同创办过一本文学杂志。
1975年，富恩特斯出任墨西哥驻法国大使。1977年，他因反对任命墨前总统迪亚斯·奥尔达斯为驻西班牙大使而辞职。他还曾在布朗大学、普林斯顿大学、哈佛大学、剑桥大学等世界名校任教。
富恩特斯自幼接受良好教育，对西方古代和现代文明有较深了解，对拉丁美洲落后的原因也有较深刻的探究。他的作品常聚焦政治，尤其是墨西哥政治，表现出对拉美落后现状的忧虑。他对电影也有着浓厚的兴趣，参与了多部剧本创作。
2012年5月15日，富恩特斯因胃溃疡引发的并发症在墨西哥城当地一家医院逝世，享年83岁，遗体安葬于巴黎蒙帕纳斯公墓。
富恩特斯去世后，社会各界纷纷缅怀这位文学巨匠。他的最后一部小说《Federico en su balcón》于同年出版。墨西哥还设立了“卡洛斯·富恩特斯国际文学创作奖”，以纪念他的文学贡献。

## 創作
富恩特斯自幼对文学产生浓厚兴趣，并展现出其才华。12岁时，他便开始创作短篇小说，并在大学的杂志上发表。
1954年，他发表了短篇小说集《戴面具的日子（Los días enmascarados）》，在文坛初露锋芒。
1959年，他的第一部长篇小说《最明净的地区（La región más transparente）》使他一举成名。
1962年，他发表的《阿尔特米奥·克罗斯之死（La muerte de Artemio Cruz）》进一步巩固了他的文学声誉。
富恩特斯的其他重要作品还包括长篇小说《克里斯托巴尔·诺纳托》(1987年)、小说《美国佬》(1985年)、长篇历史小说《战役》(1990年)、短篇小说集《康斯坦西娅和其他几篇处女小说》(1990年)、《被埋葬的镜子》(1992年)、长篇小说《与劳拉·迪亚斯共度的岁月》（1999年）及小说自选集《墨西哥的五个太阳》（2000年）等。
富恩特斯是继诺贝尔文学奖获得者奥克塔维奥·帕斯之后，墨西哥最著名的文学家，也是当代西班牙语文学界最具影响力的作家之一，创作生涯中留下了超过60部作品。

## 作品
- Los días emmascarados (1954)
- Las Buenas Conciencias (1959)
- La región más transparente, Where the Air Is Clear (1959)
- La muerte de Artemio Cruz, The Death of Artemio Cruz (1962)
- Aura (1962) (see Aura (Fuentes))
- La nueva novela hispanoamericana (1969)
- Zona sagrada, Holy Place (1967)
- Cambio de piel, A Change of Skin (1967)
- Cumpleaños (Birthday) (1969)
- El tuerto es rey (1971)
- Diana o la cazadora solitaria, Diana, The Goddess Who Hunts Alone (1972)
- Terra Nostra (1975)
- Una familia lejana (Distant Relations) (1980)
- Agua quemada (Burnt Water) (1981)
- Orquídeas a la luz de la luna (1982)
- Gringo viejo (The Old Gringo) (1985)
- Cristóbal Nonato (Christopher Unborn) (1987)
- Ceremonias del alba (1991)
- El naranjo (The Orange Tree) (1993)
- La frontera de cristal (translated by Fuentes' friend and long-time translator Alfred MacAdam as The Crystal Frontier, sometimes translated as The Glass Border - (1995)
- "New Time for Mexico"(1996)
- Los años con Laura Díaz (The Years with Laura Díaz) (1999)
- En esto creo (2002)
- Contra Bush (2004)
- Todas las Familias Felices (2006), ISBN 987-04-0557-6